# 放送作家
放送作家（ほうそうさっか）は、ドラマを除く放送番組（テレビ番組・ラジオ番組）などにおける企画や構成の役割を担う専門職である。当該業界では単に「作家」とも呼ばれる。なお、物語の脚本を作る専門職は脚本家という。

## 概要
番組の内容をディレクターを始めとする演出スタッフの意向を汲みながら企画し、全体の流れを組み立て（構成）、筋書きにしていく専門の仕事である。執筆された内容は放送台本と呼ばれる番組全体の進行表となり、出演者、スタッフに配布される。
また、各回やシリーズを貫く企画そのものあるいは演芸番組のネタ、クイズ番組の問題を考案する役割も担う。

## 放送作家一覧

### 日本の放送作家

#### あ行
- 相澤嘉久治
- 相羽秋夫
- 蒼井里紗
- 青島利幸
- 青島美幸
- 青島幸男（故人）
- 赤岡典明（号泣）
- 秋田實
- 秋葉高彰
- 秋元康
- 阿久悠（故人）
- 朝倉千筆
- アサダアツシ
- あさひ7オユキ
- 芦沢教授
- 足立明
- 足立克己
- 安達元一
- 安達譲
- あないかずひさ
- あべあきら
- 安倍徹郎
- 阿部洋子
- 天野慎也
- 阿見宏介
- 新井鴎子
- あらいけい
- 新井桜奈
- アラケン
- 有川周壱
- 有田真平
- 有田哲平（くりぃむしちゅー）
- アル北郷
- 池田幾三
- 池田一之
- 石井彰
- 石井裕之
- 石川昭人
- 石田章洋
- 石ダテコー太郎
- 石塚千明
- 石原健次
- 市川幸宏
- 一場麻美
- 伊藤海彦
- 伊藤悟
- 伊藤史峻
- 伊藤正宏
- 井上頌一
- 井上知幸
- 井上瑤
- 井ノ部康之
- 伊福部崇
- 今井茂雄
- 今川泰宏
- 今浪祐介
- 今村久仁人（ピーピングトム）
- 今村良樹
- 岩崎夏海
- 岩立良作
- 上田彰
- 植田朝日
- 上田信彦
- 上田誠
- 植竹公和
- 植竹英次
- 上ノ薗公秀
- 内田潤
- 内田裕士
- 内田和久二
- 内村宏幸
- 梅田晴夫
- 永六輔（故人）
- エドボル
- 海老原靖芳
- 遠藤察男
- 遠藤みちスケ
- お〜い!久馬（ザ・プラン9）
- 大井洋一
- 大岩賞介
- オークラ
- 大倉利晴
- 大倉徹也
- 大崎知仁
- 太田ぐいや
- 太田マサトシ
- 大津皓一
- 大橋巨泉（故人）
- 岡伸晃
- 興津豪乃
- オクショウ
- 奥田泰
- 奥原アイザック
- 奥山コーシン
- 桶田敬太郎
- 尾崎左永子
- 長田宏
- 織田正吉
- 落合恵子
- おちまさと
- 尾上たかし
- 小野村健太郎
- オパヤン
- 小原信治
- 小原美穂
- 小山田満月

#### か行
- 開沼豊
- 香川登志緒
- 鹿島我
- 我人祥太
- 香住春吾
- かぜ耕士
- 片岡正徳（オオカミ少年）
- 香月隆
- 勝木友香
- 桂三度
- 加藤吉治郎
- 加藤芳一
- 金井貴一
- かながわIQ
- 金沢達也
- カニリカ
- 金子俊彦
- 金子登
- 釜澤安季子
- 柄沢正典
- 川崎洋
- 川崎良
- 川下大洋
- 川島カヨ
- 川尻恵太
- 川野孝弘
- 川野将一
- 川原慶太郎
- 川部修詩
- 川邊優子
- 河村シゲル
- かわら長介
- カンケリクラブ
- 元祖爆笑王
- 菊原共基
- 木崎徹
- 岸宏子
- 岸川祥子
- キシモトジュン太
- 喜多條忠
- 北本かつら
- 城戸口寛
- 木原浩勝
- 儀武ゆう子
- 岐部昌幸
- 君塚良一
- 木村タカヒロ
- 木村祐一
- キャンヒロユキ
- 草場滋
- 楠野一郎
- 楠美津香
- 宮藤官九郎
- 國友尚
- 窪田将治
- くらなり
- 倉本美津留
- くらやん
- 久利一
- 栗坂祐輝
- クリタヤスシ
- 小泉せつ子
- 高坂圭
- 神津友好
- こうのきよし
- ゴージャス染谷
- ゴージャス村上
- 五島貴史
- 小島貞二
- 小杉四駆郎
- 小菅一夫
- 木谷恭介
- 小西マサテル
- 小林順
- 小林仁
- 故林広志
- 小林洋平
- 五味一男
- 小山薫堂
- こんひろし

#### さ行
- 西条昇
- 西条みつとし
- 齋藤貴義
- 三枝玄樹
- 酒井健作
- 酒井義文
- 榊原直樹
- 坂本耕一
- 桜井健太朗
- 桜井慎一
- 佐々木勝俊
- さだ
- 佐藤修
- 佐藤利明
- 佐藤満春（どきどきキャンプ）
- 佐東みどり
- THE 放送サッカーズ
- 鮫肌文殊
- 猿橋英之（元・5番6番）
- 沢口義明
- 三納貴弘
- 三遊亭はらしょう
- 椎名基樹
- 塩村文夏
- シオンjr.
- 篠崎高志
- 渋谷悠佑
- 島崎莉乃
- 清水東
- 清水ミチコ
- 詩村博史
- 〆さばアタル（元・〆さば）
- 下尾雅美
- 下田雄大
- 下田悠子
- 下山啓
- 庄司圭太
- 東海林良
- ショッカーO野
- 白川安彦（元・ノンキーズ）
- 白武ときお
- 尻谷よしひろ
- 新野新
- 末谷真澄
- 菅原正豊
- 杉紀彦
- 杉浦理史
- 杉岡みどり
- 杉崎智介
- すごいエリザベス
- 鈴井貴之
- 鈴川朋治
- 鈴木おさむ（2024年3月に引退）
- 鈴木賢一
- 鈴木裕史
- 鈴木康弘
- 鈴木工務店
- すずきB
- すずまさ
- 須田泰成
- 砂田実
- 諏訪勝
- 関秀章
- 関口正晴
- せきしろ
- 関根文之助
- 妹尾匡夫
- セパタクロウ
- そーたに
- 外舘友樹

#### た行
- 大平シロー
- だいもん孝之
- 高尾龍一
- 高須光聖
- 高田文夫
- 高野誠鮮
- 高橋かづゆき
- 高橋秀樹
- 高橋洋二
- たかはC
- 高林祐樹
- 高平哲郎
- 高見孔二
- 高見のっぽ（故人）
- 高柳進哉
- 田家秀樹
- 武洋行
- 武田郁之輔
- 武田浩
- 竹林紀雄
- 竹村武司
- 竹山洋
- 武輪真人
- 舘川範雄
- 田中阿里子
- 田中健一
- 田中大祐
- 田邊昭知
- 谷健二
- 谷口雅人
- 谷口マサヒト
- 谷崎テトラ
- 種田守倖
- 田原弘毅
- 喰始
- 玉井貴代志
- タムケン
- 田村隆
- 多村映美
- たむらようこ
- 樽見弘紀
- ダンカン
- 知切光歳
- 塚田茂
- つかはら
- 九十九一
- つげのり子
- つじまこと
- つだつよし
- ツチヤタカユキ
- 土屋瞳
- 土屋亮一
- 都築浩
- 堤章三
- 恒松恭助
- 坪内悟
- 坪田塁
- 鶴田純也
- 鶴間政行
- デーブ八坂
- 鉄平
- 寺坂直毅
- 寺崎要
- 電波少年的放送局企画部 放送作家トキワ荘
- 土岐雄三
- 常倉十紀二
- 戸田学
- トトロ大嶋。
- 土橋章宏
- 友野英俊
- 友光哲也
- 豊田俊一
- 豊村剛

#### な行
- 永井準
- 長江優子
- 長岡鉄男
- 長沖一
- 中沢昭二
- 永島正一
- 中島千恵子
- 中島らも（歌手、故人）
- 永田武司
- 中野俊成
- 永野たかひろ
- 長濱貴一
- 中村達也
- 中山市朗
- 流智明
- 名切勝則（一文字弥太郎）
- Naz Chris
- 並河亮
- 成田はじめ
- 名和青朗
- 難波望
- 新倉イワオ
- 西ゆうじ
- 西沢実
- 西田隆一
- 丹羽周
- ねだしんじ
- 根本ノンジ
- 能條ジョー
- 野口悠介
- 野坂昭如
- 野尻靖之
- 野末陳平
- 野中浩之
- 野々村友紀子（タレントとしても活躍中）
- 野村耕三
- 野村正樹
- 野呂エイシロウ

#### は行
- 博多ヒト志
- はかま満緒
- 萩本欽一（「秋房子」名義）
- 萩原津年武
- 萩原芳樹
- はしもとこうじ
- 濱田雅功（ダウンタウン、格付けチェック放送時はこの本名名義で担当）
- 橋本テツヤ
- パジャマとりや
- 長谷川勝士
- 長谷川朝二
- 服部真由子
- はな寛太（元・はな寛太・いま寛大）
- 花崎圭司
- 林賢一
- 林千代
- 原田ヒデタカ
- ハラノマイスター
- 東野博昭
- 疋田哲夫
- 樋口卓治
- 日暮裕一
- 日沢伸哉
- 日高恒太朗
- 日髙大介
- ひめはじめ
- 百田尚樹
- 平岡秀章
- 平方宏明
- 平川達也
- 平田治
- 平野秀朗
- 平松政俊
- ヒロハラノブヒコ
- ヒロ吉田
- 瓶底めがね
- ふかわげんき
- 吹原幸太
- 福岡ナヲト
- 福岡秀広
- 福田晶平
- 福田卓也
- 福田雄一
- 福原フトシ
- 福本岳史
- 藤井青銅
- 藤井靖大
- 藤田雄一
- 藤田亨
- 藤本義一
- 藤本昌平（元・ファンキーモンキークリニック）
- 藤本裕
- 藤原清美
- 藤原琢也
- 舟崎克彦
- ブルー&スカイ
- 古川嘉一郎
- 古川かずな（元・法薬女子大学）
- 古川耕
- 古川健
- ペトロ三木
- ベン村さ来
- 保志学
- 細川徹
- 細田哲也
- BOBI
- 堀由史（元・ナメリカ）
- 堀内茂男
- 堀江利幸
- 堀米智也
- 堀田延
- 堀部圭亮（「竜泉」名義で担当）
- 本多正識
- 本間俊彦

#### ま行
- 前田政二
- 前田武彦
- 前田友理香
- 前野重雄
- 前原一磨
- 前原卓磨
- 槇洋介
- 桝本壮志
- 町山広美
- 松井宏夫
- 松井洋介
- 松岡孝
- 松木創
- 松崎まこと
- 松橋周太呂（元・ジューシーズ）
- 松原秀
- 松本真一
- 松本勇平
- 松本動
- 松本人志（ダウンタウン）
- 松谷芳比呂
- 丸尾ユウキャン
- 三重野瞳
- 三木聡
- 三木鶏郎
- 三嶋敏裕
- 御荘金吾
- 水尾比呂志
- 水上学
- 水野しげゆき
- 水野麻里
- 水野宗徳
- 三田村明彦
- 道蔦岳史
- 源高志
- 峯一雄
- 美濃部達宏
- 雅孝司
- 宮内見
- 宮川賢
- 宮腰太郎
- 宮澤一彰
- 村上幹次
- 村上卓史
- 村上信夫
- 村山ひとし
- 毛利恒之
- 樅野太紀（元・チャイルドマシーン）
- 森光司（元・MANZAI-C）
- 森下ゆうじ

#### や・ら・わ行
- 八木たかお
- 八木晴彦
- YAS5000
- 矢野了平
- 山崎駿
- 山崎純
- 山崎忠昭
- 山田順子
- やまだともカズ
- 山田美保子
- 山田能龍
- 山名宏和
- 山中伊知郎
- 山元護久
- ゆーやん
- 横尾和博
- 横幕智裕
- 横山プリン
- 横山龍太
- 吉岡治
- 吉川スミス
- 吉田恵里香
- 吉野晃章
- 吉橋広宣
- 吉原じゅんぺい
- 吉村智樹
- 米井敬人
- 米川伸生
- ラスプーチン矢野
- 龍樹
- リリー・フランキー
- 蓮勺朝子
- 若林寛朗
- わぐりたかし
- 和田尚久
- 渡辺健一
- 渡辺真也（故人）
- 渡邊大輔
- 渡辺雅史

### アメリカ合衆国
- アル・フランケン
- キャンディ・スペリング
- ステファン・ヒレンバーグ
- トム・フォンタナ
- ビル・ナス
- マイケル・ストヤノフ